# یواس‌اس ارناک (ای‌پی‌ای-۱۲۸)
یواس‌اس ارناک (ای‌پی‌ای-۱۲۸) (به انگلیسی: USS Arenac (APA-128)) یک کشتی بود که طول آن ۴۵۵ فوت (۱۳۹ متر) بود. این کشتی در سال ۱۹۴۴ ساخته شد.